# Tympanotonos
Tympanotonos là một chi ốc biển, là động vật thân mềm chân bụng sống ở biển trong họ Potamididae.

## Các loài
Các loài trong chi Tympanotonos gồm có:
- Tympanotonos aegyptiacus
- Tympanotonos calcitrapoides
- Tympanotonus calcaratus (Grateloup, 1840)
- Tympanotonus conarius (Bayan, 1873)
- Tympanotonos funatus
- Tympanotonos fuscatus (Linnaeus, 1758)[3] (syn. Tympanotonos granulatus Lamarck[4])\
- Tympanotonus margaritaceum (Brongniart)
- Tympanotonus semperi (Deshaye, 1864)
- Tympanotonos stroppus